# Мнацаканян, Рудольф Закарович
Рудольф Закарович Мнацаканян (18 ноября 1995; Россия, Нижний Новгород) — российский боец смешанных единоборств армянского происхождения. Мастер спорта по боевому самбо. Бронзовый призёр этапа кубка Европы. Чемпион и призёр всероссийских соревнований по  боевому самбо.
Являлся участником Чемпионата и первенства Европы по киокушинкан карате в категории "Мужчины" до 60 кг, заняв 3-е место.

## Биография
Рудольф родился 18 ноября 1995 года в российском городе Нижний Новгород.
Переехал в детском возрасте в Москву, где изначально учился в московской школе «№285». Учился также в Нижнем Новгороде в школе «№30». Окончил учёбу с 11-ми классами.
Позже Мнацаканян поступил в водную транспортную академию, где отучился по специальности «экономист-финансист».
Начал заниматься карате с детского возраста, с 1 до 4 класса, а потом занимался уже разными направлениями, такими как  рукопашный бой, самбо, карате.
В возрасте 18-ти лет перешёл в спортивный вид единоборств: боевое самбо. Тренировался в городе Кстово в академии самбо.

## Спортивная карьера
В 2018 году дебютировал в профессиональном ММА и провёл 7 профессиональных поединков в разных промоушенах.
Был первым бойцом из Нижнего Новгорода, который подписал контракт с лигой Хабиба Нурмагомедова GFC (сейчас: EFC).

## Спортивные достижения
- Мастер спорта по боевому самбо

- Претендент на пояс чемпиона мира лиги OCE professional
- Лучший боец пфо по боевому самбо 2018 года
- Чемпион пфо по боевому самбо
- Бронзовый призер этапа кубка Европы по боевому самбо
- Победитель матчевой встречи "Россия против мира" по профессиональному боевому самбо
- КМС по рукопашному бою
- Победитель структур МВД по рукопашному бою
- Победитель и призер рукопашного боя структур ФСБ по пфо
- Мастер спорта по полноконтактному карате

## Статистика боёв
| Итоговые результаты |          |              |
| Всего: 7            | Побед: 4 | Поражений: 3 |